# Celama trinotata
Celama trinotata är en fjärilsart som beskrevs av Walker 1866. Celama trinotata ingår i släktet Celama och familjen trågspinnare. Inga underarter finns listade i Catalogue of Life.